# خورشیدگرفتگی ۲۸ مارس ۱۹۲۲
خورشیدگرفتگی ۲۸ مارس ۱۹۲۲ (به انگلیسی: Solar eclipse of March 28, 1922) یک خورشیدگرفتگی از نوع خورشیدگرفتگی حلقه‌ای است. این خورشیدگرفتگی در تاریخ ۲۸ مارس ۱۹۲۲ میلادی (‎۷ فروردین ۱۳۰۱ خورشیدی) روی داد که زمان اوج آن، ساعت ۱۳:۰۵:۲۶ به‌وقت ساعت هماهنگ جهانی بوده‌است. مدت زمان و طول این خورشیدگرفتگی ۷ دقیقه و ۵۰ ثانیه بود.